# Tempera
Tempera (italijanska izgovorjava: [ˈtɛmpera]), znana tudi kot jajčna tempera, je trajni, hitro sušeči slikarski medij, sestavljen iz barvnih pigmentov, pomešanih z vodotopnim vezivnim medijem, običajno lepljivim materialom, kot je jajčni rumenjak (tudi gumiarabika, kazein, kis). Beseda tempera se nanaša tudi na tehniko slikanja s tempero. Slike s tempero so zelo obstojne in še vedno obstajajo primeri iz 1. stoletja našega štetja. Je bila prevladujoča slikarska tehnika vse do izuma  oljnih barv v 16. stoletju.

## Zgodovina
Slikanje s tempero je bilo najdeno na okrasih zgodnjeegipčanskega sarkofaga. Številni portreti Fajumskih mumij uporabljajo tempero, včasih v kombinaciji z enkavstičnim slikanjem s stopljenim voskom, alternativno tehniko slikanja v antičnem svetu. Uporabljali so ga tudi za poslikave sinagoge Dura-Europos iz 3. stoletja.
Podobna tehnika je bila uporabljena tudi v starodavnih in zgodnjesrednjeveških slikah, ki so jih našli v več jamah in skalnatih templjih v Indiji. Visokokakovostna umetnost s pomočjo tempere je nastala v jamah Bagh med poznim 4. in 10. stoletjem ter v 7. stoletju v skalnatem zavetišču Ravan Chhaya, Odiša.
Umetniška tehnika je bila znana iz klasičnega sveta, kjer se zdi, da je prevzela iz enkavstičnega slikarstva in je bila glavni medij za slikanje tabel in iluminirane rokopise v bizantinskem svetu ter srednjeveški in zgodnjerenesančni Evropi. Slikarstvo s tempero je bilo primarni medij za slikanje na tablah za skoraj vsakega slikarja v evropskem srednjeveškem in zgodnjem renesančnem obdobju do leta 1500. Na primer, večina ohranjenih slik na tablah, ki jih pripisujejo Michelangelu, je izdelana v jajčni temperi, izjema je njegov Doni Tondo, ki uporablja obe temperi. in oljne barve.
Oljna barva, ki je morda izvirala iz Afganistana med 5. in 9. stoletjem in se je v srednjem veku preselila proti zahodu, je sčasoma nadomestila tempera. Olje je nadomestilo tempero kot glavni medij za ustvarjanje umetnin v 15. stoletju v staronizozemskem slikarstvu v severni Evropi. Okrog leta 1500 je v Italiji tempero zamenjala oljna barva. V 19. in 20. stoletju se je v zahodni umetnosti, med prerafaeliti, socrealisti in drugimi, občasno oživljala tehnika tempere. Slikarstvo s tempero se še naprej uporablja v Grčiji in Rusiji, kjer je tradicionalni medij za pravoslavne ikone.

## Tehnika
Tempera tradicionalno nastane z ročnim mletjem suhih pigmentov v prahu v vezivo ali medij, kot so jajčni rumenjak, mleko (v obliki kazeina) in različna rastlinska veziva kot je  gumiarabika.

### Jajčna tempera
Najpogostejša oblika klasičnega slikanja s tempero je "jajčna tempera". Za to obliko se najpogosteje uporablja samo vsebina jajčnega rumenjaka. Jajčni beljak in rumenjakova membrana se zavržeta (membrano rumenjaka obesimo nad posodo in jo preluknjamo, da odteče tekočina v notranjosti). Jajčni rumenjak se le redko uporablja sam s pigmentom; posuši se skoraj takoj in lahko poči, ko je suha. Vedno se doda nekaj agentov v spremenljivih razmerjih. En recept zahteva kis, vendar le v majhnih količinah. Nekaj kapljic kisa bo raztopino ohranilo en teden. (1:3, 3 deli vode, 1 del rumenjaka; drugi recepti predlagajo belo vino (1 del rumenjaka, 2 dela vina). Nekatere šole jajčne tempere uporabljajo različne mešanice rumenjaka in vode.
Pigment v prahu ali pigment, ki je bil zmlet v destilirani vodi, damo na paleto ali posodo in pomešamo s približno enako količino veziva. Nekateri pigmenti zahtevajo nekoliko več veziva, nekateri manj.
Ko se uporablja za slikanje ikon na cerkvenih stenah, se mešanici včasih doda tekoča mira, ki daje barvi prijeten vonj, še posebej, ker se častilcem zdi, da je jajčna tempera še kar nekaj časa po zaključku pekoča. Mešanico barve je treba nenehno prilagajati, da vzdržujemo ravnovesje med "mastno" in "vodeno" konsistenco s prilagajanjem količine vode in rumenjaka. Ko se tempera posuši, bo umetnik dodal več vode, da ohrani konsistenco in uravnoteži zgostitev rumenjaka ob stiku z zrakom. Ko je barva pripravljena, je ni mogoče shraniti. Jajčna tempera je vodoodporna, ni pa vodotesna. Različni pripravki uporabljajo jajčni beljak ali celo jajce za drugačen učinek. Drugi dodatki, kot so oljne in voščene emulzije, lahko spremenijo medij. Jajčna tempera ni fleksibilna barva in zahteva trde deske; slikanje na platnu bo povzročilo nastanek razpok in odpadanje barve.

### Tempera grassa
Če dodamo olje v razmerju največ 1:1 z rumenjakom glede na prostornino, dobimo vodotopen medij s številnimi barvnimi učinki oljne barve, čeprav ga ni mogoče pobarvati na debelo.

### Pigmenti
Nekateri pigmenti, ki so jih uporabljali srednjeveški slikarji, kot so cinabarit (vsebuje živo srebro), avripigment (vsebuje arzen) ali svinčena bela (vsebuje svinec), so zelo strupeni. Večina umetnikov danes uporablja sodobne sintetične pigmente, ki so manj strupeni, a imajo podobne barvne lastnosti kot starejši pigmenti. Kljub temu je veliko (če ne večina) sodobnih pigmentov še vedno nevarnih, če ne sprejmemo določenih previdnostnih ukrepov; ti vključujejo ohranjanje pigmentov mokrih v skladišču, da preprečimo vdihavanje njihovega prahu.

### Uporaba
Tempera barva se hitro suši. Običajno se nanaša v tankih, polprozornih ali prozornih plasteh. Barvanje omogoča veliko natančnost pri uporabi s tradicionalnimi tehnikami, ki zahtevajo uporabo številnih majhnih potez čopiča, ki se uporabljajo v tehniki navzkrižnega valjenja. Ko se posuši, ustvari gladek mat zaključek. Ker je ni mogoče nanesti v debelih plasteh, kot lahko oljne barve, imajo temperne slike redko tako globoko barvno nasičenost, kot jo lahko dosežejo oljne slike, ker lahko zadrži manj pigmenta (nižja obremenitev pigmenta). V tem pogledu barve nelakirane temperne slike spominjajo na pastel, a se barva poglablja, če se nanese lak. Po drugi strani se barve tempere sčasoma ne spreminjajo , medtem ko oljne barve s staranjem temnijo, porumenijo in postanejo prozorne.

### Podlaga
Tempera se najbolje oprime vpojne podlage, ki ima nižjo vsebnost olja kot uporabljeno vezivo za tempero (tradicionalno pravilo je "maščoba nad pusto" in nikoli obratno). Tradicionalno uporabljena podlaga so neprilagodljivi italijanski gesso, substrat pa je običajno tudi tog. V preteklosti so kot podlago uporabljali lesene plošče, v zadnjem času pa so uporabili ne kaljeni masonit ali vlaknene plošče srednje gostote (MDF); uporablja se tudi težek papir.

### Vnaprej izdelane barve
Poleg tradicionalnega postopka mešanja pigmenta z jajčnim rumenjakom nove metode vključujejo jajčno tempero, ki jo v tubah prodajajo različni proizvajalci. Te barve vsebujejo majhno količino olja za večjo obstojnost v posodi. Marc Chagall je veliko uporabljal Sennelierjeve jajčne tempere za tube.

## Umetniki
Čeprav je bila tempera malo uporabljana že od pozne renesanse in baroka, so jo občasno znova odkrivali poznejši umetniki, kot so William Blake, nazarenci, prerafaeliti in Joseph Southall. V 20. stoletju je prišlo do pomembnega oživitve tempere. Evropski slikarji, ki so delali s tempero, so Giorgio de Chirico, Otto Dix, Eliot Hodgkin, Pyke Koch  in Pietro Annigoni, ki je uporabljal emulzijo jajčnih rumenjakov, olja in laka.
Španska nadrealistična slikarka Remedios Varo je veliko delala z jajčno tempero.

### V sodobni umetnosti
Drugi izvajalci tempere so Philip Aziz, Ernst Fuchs, Antonio Roybal, George Huszar, Donald Jackson, Tim Lowly, Altoon Sultan, Shaul Shats, Sandro Chia, Alex Colville, Robert Vickrey, Andrew Wyeth, Andrew Grassie in Ganesh Pyne.

## Galerija
- Španski Prednji oltar s Kristusom v veličanstvu in življenje svetega Martina , 1250, The Walters Art Museum
- Guido da Siena, Madona, cerkev San Regolo, Siena, tempera in zlato na plošči, 1285–1295
- Duccio, Marija in otrok s svetniki, tempera in zlato na tabli, 1311–1318
- Bernardo Daddi, Kristus na prestolu s svetniki Boštjanom, Leonom, Aleksandrom, Peregrinom, Filipom, Rufianiausom, Justom, Concordijem in Decentijem, 14. stoletje
- Sassetta, detajl Device z otrokom s štirimi svetniki, tempera na lesu, 1435
- Carlo Crivelli, Madona z otrokom, tempera na lesu, preneseno na platno, 1470
- Sandro Botticelli,  Rojstvo Venere, tempera na platnu, c. 1486
- Lorenzo d'Alessandro, Križanje; sv. Mihael, ca. 1480–1490, The Walters Art Museum
- Sandro Botticelli, tempera na tabli, 1490–1500
- Antonio da Fabriano, Sv. Hieronim v svojem studiu, 1541, The Walters Art Museum
- Marianne Stokes, Melisande, tempera na platnu, 1895–1898